# Кинг-Анселл, Колин
Колин Кинг-Анселл (англ. Colin King-Ansell, родился в 1946 году) — новозеландский крайне правый политик. Его называют «наиболее известным в Новой Зеландии нацистским идеологом и отрицателем Холокоста».
В 1967 году он вступил в Национал-социалистическую партию Новой Зеландии. В декабре 1967 Кинг-Анселл получил 18 месяцев тюрьмы за нападение на синагогу.
Кинг-Анселл получил известность в Новой Зеландии в 1968 году, появившись в эфире информационно-аналитической программы. Отвечая на вопрос о Холокосте, он отрицал его, сказав что это ложь и пропаганда союзников, что вызвало гнев общественности. Кинг-Ансел однако не уточнил свои взгляды на экране. Семь лет спустя Брайан Эдвардс сказал в интервью, что это было случайно и не должно было транслироваться.
В 1969 году он стал лидером национал-социалистической партии. Он участвовал на всеобщих выборах 1972, 1975 и 1978 годов от национал-социалистов в Маунт Альберте. В 1979 году он был оштрафован на 400 долларов по рассмотрению апелляции против трёхмесячного тюремного срока за нарушение Закона о расовых отношениях.
Впоследствии он был вовлечен в ряд экстремистских групп, в частности Unit 88. Как лидер Новозеландского фашистского союза он давал интервью Полу Холмсу.
В 2006 году Кинг-Анселл стал председателем местной ассоциации бизнеса «Прогресс Хоера», но впоследствии был исключен за ультраправые взгляды.
Кинг-Анселл возглавлял НЗНФ. Он заявил, что отказался от нацизма.